# Nespečnost
Nespéčnost, tudi agripnija, asomnija, insomnija, je psihofiziološka motnja spanja, pri kateri prizadeti ne more zaspati ali normalno spati. Povzroči lahko težave pri koncentriranju in učenju, poveča pa lahko tudi tveganje za nesrečo v cestnem prometu. Lahko je kratkotrajna in traja nekaj dni ali tednov, lahko pa je tudi dolgotrajna, če traja več kot en mesec. Gre za resno motnjo, ki je povezana z znižano kakovostjo
življenja posameznika, povečanim tveganjem za duševne motnje in druge zdravstvene težave ter pomembnim negativnim tveganjem za imunski sistem.
Nespečnost se lahko pojavi neodvisno ali pa kot posledica drugih zdravstvenih težav. Povzročajo jo lahko duševni stres, kronična bolečina, srčno popuščanje, hipertiroidizem, zgaga, sindrom nemirnih nog, menopavza, uporaba določenih zdravil in drugih snovi, kot so kofein, nikotin in alkohol. Dejavnika tveganja za pojav nespečnosti sta tudi delo v nočnih izmenah in nočna apneja. Diagnoza temelji na poznavanju spalnih navad ter preiskavah, s katerimi ugotavljajo morebiten vzrok. Pri diagnozi motenj spanja lahko pomaga tudi tako imenovana spalna študija.
Prvi ukrep pri zdravljenju nespečnosti sta običajno upoštevanje spalne higiene in spremembe v življenjskem slogu. Dobra spalna higiena pomeni odhajanje k nočnemu počitku ob isti uri, izpostavljenost sončni svetlobi in opravljanje telesnih dejavnosti tekom dneva ter spanje v temnem in tihem prostoru. Dodatno lahko pomaga kognitivna vedenjska terapija. Pri nespečnosti so lahko učinkovita tudi uspavala, vendar so povezana s pogostejšimi poškodbami ter pojavom demence in odvisnosti. Odsvetuje se dolgotrajna uporaba zdravil, ki presega štiri ali pet tednov. Učinkovitost in varnost ukrepov alternativne medicine nista potrjeni.
Nespečnost je najpogostejša motnja spanja in v enem letu prizadene po ocenah 10 do 30 % odraslega prebivalstva. Pri okoli 6 % prebivalstva se nespečnost pojavlja neodvisno od drugih težav in traja več kot en mesec. Starostniki pogosteje trpijo za nespečnostjo v primerjavi z mladimi ljudmi, ženske pa so prizadete pogosteje kot moški. Nespečnost kot zdravstvena težava je poznana že zelo dolgo, opisali so jo že v antični Grčiji.

## Razvrščanje

### Merila po DSM-5
Glede na DSM-5 (Diagnostic and Statistical Manual of Mental Disorders, Diagnostični in statistični priročnik duševnih motenj) so merila za opredelitev nespečnosti naslednja:
Bolnik se pritožuje oziroma izraža nezadovoljstvo s količino ali kakovostjo spanca, v povezavi e enim  ali več naslednjih simptomov:
- težave pri uspavanju (pri otrocih se lahko to kaže kot težavno uspavanje v odsotnosti ukrepov negovalca);
- težave pri vzdrževanju spanca, ki se kažejo kot pogosto prebujanje in težave s ponovnim uspavanjem po prebuditvi (pri otrocih se lahko to kaže kot težavno ponovno uspavanje v odsotnosti ukrepov negovalca);
- prebujanje zgodaj zjutraj s težavo pri nadaljevanju spanca.

Nadalje se pojavljajo naslednje težave:
- motnja spanja povzroči klinično pomembne težave oziroma motnje v bolnikovem družbenem, poklicnem, izobraževalnem, akademskem, vedenjskem delovanju ali na drugem pomembnem življenjskem področju;
- težave s spanjem so prisotno vsaj tri dni v tednu;
- težave s spanjem trajajo vsaj tri mesece;
- težave s spanjem se pojavljajo kljub obstoječi priložnosti za časovno zadostni spanec;
- nespečnost se ne da bolje opisati z drugimi motnjami spanja in budnosti oziroma se ne pojavlja izključno tekom trajanja drugih motenj spanja in budnosti (npr. narkolepsija, z dihanjem povezana motnja spanja, motnja cirkadianega ritma spanja in budnosti, parasomnija);
- nespečnosti ni možno pripisati psihološkim učinkom snovi, ki jih bolnik uživa (npr. zdravila, mamila);
- morebitno soobstoječa duševna motnja ali druga zdravstvena težava ne razloži pritoževanja o težavah s spanjem v zadostni meri.

### Vrste nespečnosti
Nespečnost je lahko prehodna, akutna ali kronična.
1. Prehodna nespečnost traja manj kot en teden.  Povzročijo jo lahko druga zdravstvena težava, sprememba spalnega okolja, sprememba v času nočnega počitka, huda depresija ali stres. Posledična zaspanost in psihomotorične motnje so podobne kot pri pomanjkanju spanca.[17]
2. Akutna nespečnost pomeni težave pri dobrem spancu, ki trajajo manj kot en mesec. O nespečnosti govorimo, če ima posameznik težave, da zaspi ali da vzdržuje spanec ali če je spanec nekakovosten in posameznika ne spočije. Težave se pojavljajo, čeprav ima posameznik na voljo dovolj časa in ustrezne okoliščine za spanje, posledice pa čuti pri svojih dejavnostih tekom dneva.[18] Akutno nespečnost imenujejo tudi kratkotrajna nespečnost ali nespečnost zaradi stresa.[19]
3. Kronična nespečnost traja dlje kot en mesec. Lahko se pojavi kot posledica drugih zdravstvenih težav ali pa je neodvisna od njih. Za pojav kronične nespečnosti so bolj dovzetni posamezniki z višjimi ravnmi stresnih hormonov.[20]  Posledice kronične nespečnosti so lahko različne, odvisne pa so tudi od primarnega vzroka. Povzroči lahko mišično oslabelost, halucinacije in/ali mentalno utrujenost. Posledica kronične nespečnosti je lahko tudi dvojni vid.[17]

## Zdravljenje
Pred odločitvijo o vrsti zdravljenja nespečnosti je pomembno prepoznati vzrok težave. Priporoča se skrb za zdrave spalne navade oziroma upoštevanje tako imenovane spalne higiene. Med tako imenovanimi nefarmakološkimi načini zdravljenja (zdravljenja brez zdravil) se uporablja na primer kognitivna vedenjska terapija, ki je kratkoročno izkazala podobno učinkovitost kot zdravljenje z zdravili. Njeni učinki pa lahko trajajo veliko dlje kot učinki zdravil, ki prenehajo ob končanju jemanja. Različna zdravila, vključno s tradicionalnimi benzodiazepini in uspavali nove generacije, so lahko kratkotrajno olajšanje za bolnike z nespečnostjo, vendar imajo več pomanjkljivosti. Povzročajo neželene učinke, čez čas njihov učinek jenja, pojavi se pa lahko odvisnost. Poleg tega omogočajo le simptomatsko zdravljenje, saj ne odpravljajo ključnih mehanizmov, ki nespečnost vzdržujejo. Strokovnjaki ne priporočajo uporabo zdravil proti nespečnosti dlje časa.

### Nefarmakološki pristopi
Določeni nefarmakološki pristopi pri lajšanju nespečnosti izkazujejo primerljivo učinkovitost kot zdravila, njihov učinek pa je lahko dolgotrajnejši. Strokovnjaki jih priporočajo kot prvo izbiro zdravljenja in se lahko uporabljajo dolgotrajno. Mednje sodijo spalna higiena, nadzor dražljajev, vedenjski ukrepi, terapija z omejevanjem spanja, paradoksna namera, izobraževanje in osveščanje bolnika ter sprostitvene tehnike.
Pri odraslih lahko nespečnost ublaži tudi glasba.  Blago ali zmerno izboljšanje lahko prinese tudi sodelovanje v skupini za samopomoč.
Terapija z nadzorom dražljajev temelji na teoriji pogojevanja določenih dražljajev s spanjem. Preprosta zgodovina pogojevanja, pri kateri se dražljaj vedno vzporeja le z enim vedenjem, vodi v visoko verjetnost, da bo dražljaj vzbudil tudi en sam odziv. Kompleksna zgodovina pogojevanja, pri kateri se dražljaj vzporeja z vrsto različnih vedenj, pa nasprotno vodi do nizke verjetnosti, da bo dražljaj izzval le en odziv. Osebe z nespečnostjo običajne dražljaje, ki načeloma ljudem pomenijo nekakšne namige za spanje (npr. postelja, spalnica, čas za spanje), pogosto povežejo s spanjem nepovezanimi dejavnostmi. Tesno je povezana s konceptom spalne higiene. Bolnika se spodbuja, da posteljo uporablja le za spanje in intimnosti, ne pa tudi na primer za gledanje televizije ali za branje; da vstaja ob istem času, tudi ob koncih tedna; da se v posteljo odpravi le, ko čuti zaspanost oziroma obstaja verjetnost, da bo zares zaspal; da zapusti posteljo in se posveti drugje drugim dejavnostim, če spanec ne nastopi v razumnem času (v okoli 20 minutah); da zmanjša lasten napor pri poskušanju uspavanja; se izogiba močnejši svetlobi ponoči ter se izogiba dremanju čez dan.
Tehnika s paradoksno namero (paradoksno intencijo) je kognitivna tehnika, pri kateri se nespečen bolnik trudi, da ostane buden, namesto da bi poskušal zaspati oziroma počel aktivnosti, ki naj bi ga uspavale. Učinkovitost tehnike naj bi med drugim temeljila na tem, da pri bolniku zmanjša tesnobnost zaradi zavzetega in hkrati neuspešnega poskušanja uspavanja.

#### Spalna higiena
Spalna higiena pomeni skupek vseh vedenjskih ukrepov, ki pomagajo pri zagotavljanju dobrega spanca. Med ukrepe spalne higiene sodijo:
- izogibanje uživanju kofeinu, nikotinu, alkoholu in energetskim napitkom;
- odhajanje v posteljo in vstajanje ob istem času;
- izogibanje dremežu čez dan, zlasti po 16. uri;
- redna telesna dejavnost, vendar ne pred spanjem;
- izpostavljenost dnevni svetlobi čez dan, zvečer pa naj ne bo svetloba premočna; med spanjem se v spalnici priporoča popolna tema;
- poležavanje v postelji se odsvetuje; tudi ob nočnih prebujanjih – v tem primeru se priporoča tako kot pri jutranjih prebujanjih zapustiti posteljo;
- uporaba postelje le za spanje in intimnosti.